# Тейшебаини
Тейшебаини (урарт. URU Dte-i-še-ba-i-ni, арм. Թեյշեբաինի) — древний город-крепость государства Урарту, последний оплот урартской государственности периода заката Урарту. Тейшебаини был основан в VII веке до н. э. царём Русой II. Развалины Тейшебаини расположены на холме Кармир-Блур на окраине современного Еревана на территории Армении.

## История изучения
В 1936 году геолог А. П. Демехин, изучавший базальты реки Раздан, обнаружил на вершине холма Кармир-Блур обломок камня с клинописной надписью, на котором удалось прочитать имя урартского царя Русы II, сына Аргишти II. Стало ясно, что Кармир-Блур представляет археологический интерес, хотя этот холм до 1936 года использовался местными жителями окрестных сёл в качестве каменоломни для хозяйственных нужд. С 1939 года здесь начались систематические археологические раскопки, которые несколько десятков лет вела Кармиблурская археологическая экспедиция Академии наук Армянской ССР при участии Государственного Эрмитажа и Института археологии АН СССР.
К 1958 году, несмотря на перерыв, связанный с Великой Отечественной войной, основная часть работ была завершена. Руководил раскопками Б. Б. Пиотровский. В результате раскопок были выявлены остатки грандиозной крепости Тейшебаини площадью свыше 4 гектаров, остатки урартских жилых кварталов и следы доурартских поселений эпохи энеолита и ранней бронзы XIII—VIII веков до н. э., которые, возможно, были разрушены урартами ещё в период первоначальной экспансии Урарту в Закавказье при царе Аргишти I. Аэрофотосъёмка выявила наличие древних городских улиц, соединяющих крепость и жилые кварталы. Слово «Тейшебаини» было впервые прочитано на железных запорах кладовых крепости, и, таким образом, было восстановлено урартское название этого поселения.

Археологические раскопки Тейшебаини. Фотографии А.П. Булгакова, 1950 год.
Раскопки одного из «городских кварталов» недалеко от крепости, в нижней части холма Кармир-Блур.
Один из многих винных погребов, обнаруженных в крепости. Погреб состоял из рядов крупных карасов, на 80% вкопанных в землю. На верхней части карасов наносились отметки о типе вина и датах его хранения.

## История крепости

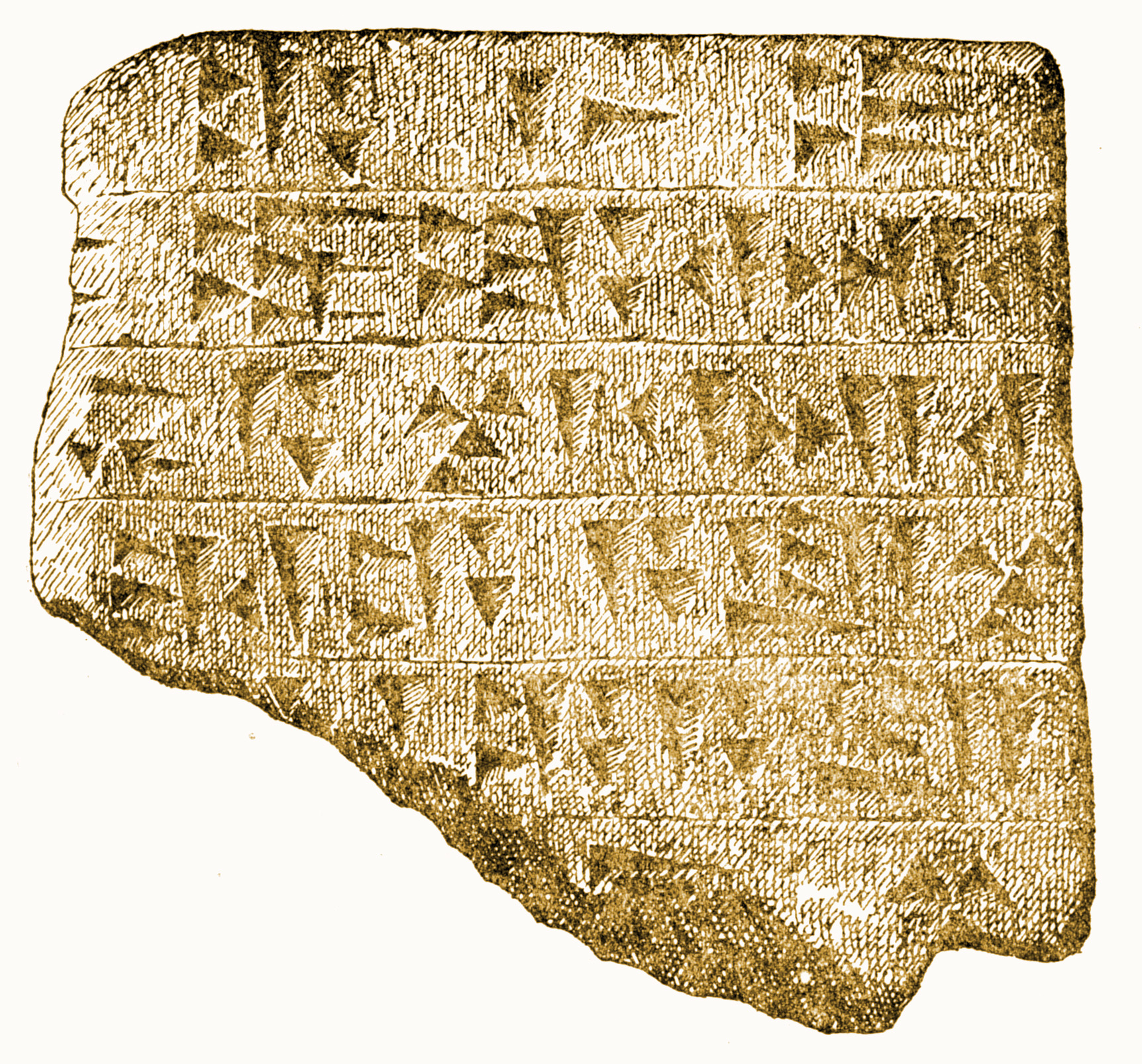
Обломок таблички, обнаруженный геологом Демехиным

Крепость Тейшебаини была построена в период заката Урарту царём Русой II (сыном Аргишти II), который правил примерно с 685 по 639 г. до н. э., и была, вероятно, последним значимым городом, построенным в Урарту. После того, как ассирийцы разрушили главные культовые сооружения урартского бога Халди в Мусасире в 714 году до н. э., урартов преследовали военные неудачи. Руса II пытался укрепить военную мощь Урарту, в частности, с помощью углубления культа урартских богов. В начале своего правления Руса II построил новый культовый город бога Халди на северном берегу озера Ван, а затем Тейшебаини, названный в честь урартского бога войны Тейшебы. Кроме этого, Руса II построил новые храмы богу Халди во всех значимых городах Урарту, включая Тейшебаини. Сохранилась клинописная табличка Русы II, рассказывающая о работах по устройству хозяйства Тейшебаини:

Богу Халди, своему владыке, эту надпись Руса, сын Аргишти, воздвиг. Могуществом бога Халди Руса, сын Аргишти, говорит: Земля долины Куарлини была необработанной, ничего там не было. Как мне бог Халди приказал, так я этот виноградник разбил, повелел я там устройство полей с посевами, фруктовых садов, взялся я там за устройство города. Канал из реки Илдаруниа я провел; «Умешини» — имя его. В этой долине царя Русы когда кто-нибудь заставит канал оросить что-нибудь, козлёнок пусть будет зарезан богу Халди, овца — пусть будет принесена в жертву богу Халди, овца — богу Тейшеба, овца — богу Шивини.
Руса, сын Аргишти, царь могущественный, царь великий, царь вселенной, царь страны Биаинили, царь царей, правитель Тушпа-города.
Руса, сын Аргишти, говорит: Кто эту надпись уничтожит, кто её разобьёт, кто её со своего места выбросит, кто в землю зароет, кто в воду бросит, кто другой скажет: «Я всё это совершил», кто моё имя на ней уничтожит и своё имя поставит, будь он житель страны Биаинили или житель вражеской страны, пусть боги Халди, Тейшеба, Шивини, все боги не оставят на земле ни его имени, ни его семьи, ни его потомства.

Усилия Русы II не имели большого успеха, и Урарту продолжало сдавать позиции, постепенно утрачивая контроль над бывшим центром страны вблизи озера Ван, смещая административно-хозяйственную деятельность в Закавказье. Около 600 года до н. э. правители Урарту окончательно теряют контроль над центром страны, и теряют позиции в Закавказье: оставляют без боя город Эребуни, следом теряют в бою город Аргиштихинили, и Тейшебаини становится последним оплотом Урарту. В этот период в Тейшебаини свозятся все сохранившиеся ценности из Эребуни и других мест страны, однако, приблизительно в 585 году до н. э. очередное вражеское нашествие уничтожает Тейшебаини. Существует несколько мнений о том, кто именно нанёс Урарту последний удар: есть версии, что это сделали скифы и киммерийцы, мидийцы и вавилоняне. Однако скифская теория на сегодняшний день является среди исследователей более распространённой и подтверждается обнаружением при археологических раскопках крепости большого числа наконечников стрел скифского типа.

### Последний штурм крепости

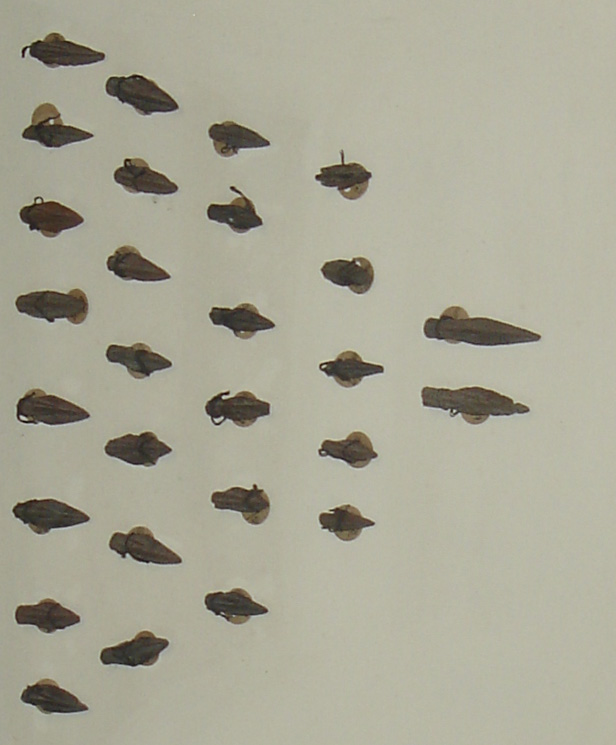
Наконечники стрел, собранные в Тейшебаини

По данным археологических раскопок последний штурм Тейшебаини произошёл в первой половине лета, когда скот находился на высокогорных пастбищах, а виноград ещё не созрел. Археологи считают, что штурм начался внезапно, вероятно, в ночное время, и жители городских построек были вынуждены поспешно покинуть городские кварталы и спасаться внутри крепости. Крыши городских построек быстро загорелись, и перепуганные жители выскочили из домов, оставив ценные вещи. Судя по направлению большинства найденных наконечников стрел, неприятель атаковал с западного склона холма. В городских постройках, например, найдены скелеты женщины и грудного ребёнка, которые, вероятно, не успели убежать от наступающего врага. Жители укрылись во внутреннем дворе крепости, соорудив себе там временные жилища. Однако, через непродолжительное время осады и сама крепость не выдержала штурма: неприятель ворвался через вспомогательные западные ворота. В результате битвы вспыхнул пожар, который уничтожил временные постройки, перекрытия и крышу крепости. Тейшебаини погиб, а покрасневший на пожарище кирпич дал название холму — Кармир-Блур (арм. Կարմիր Բլուր — «Красный холм»). В результате штурма была разрушена система водоснабжения крепости, поэтому жизнь на территории Тейшебаини так и не возобновилась.

## Устройство Тейшебаини

### Общее устройство города
Доминирующим объектом Тейшебаини являлась мощная крепость (цитадель), расположенная на вершине холма Кармир-Блур. Крепость была защищена с севера и востока обрывистыми склонами холма и рекой Раздан, с юга и запада более пологие склоны холма защищались мощными стенами высотой около 8 метров. К западу от крепости располагались городские постройки, сооруженные из камня, где ютились простые жители города. Южную часть города занимал крупный виноградник, обнесенный каменным забором по всему периметру. Виноградник орошался с помощью сооруженного отводного канала от реки Раздан.

### Крепость Тейшебаини
Крепость (цитадель) Тейшебаини была построена в 2 этапа с небольшим перерывом из сырцового кирпича с использованием типичной месопотамской строительной техники. Крепость включала в себя около 200 внутренних помещений, как правило, в виде узких прямоугольников, по-видимому, для удобства перекрытия короткими балками. Основная часть помещений была разделена деревянными перекрытиями на 2 этажа, некоторые помещения оставались сплошными, достигая высоты 8 метров. Многие помещения имели верхнее или верхнебоковое естественное освещение. Стены были выложены из сырцового кирпича размером 52 × 35 × 14 см на мощном фундаменте из крупных базальтовых блоков. Толщина стен колебалась от 2,1 метра (6 рядов кирпичей) до 3,5 метров (10 рядов кирпичей). Здание имело прямолинейные формы, линия фасада разбивалась контрфорсами, а на углах крепости находились массивные башни. Многие внутренние помещения сохранили следы древней цветной росписи, в основном красными и голубыми красками.
 Пивоварня и кладовая пива
 Мастерская по изготовлению кунжутного масла
 Кладовые для хранения вина
1 Центральные ворота
2 Западные ворота (вспомогательные)
3 Внутренний двор
4 Резиденция правителя, колонный зал
5 Место находки архива клинописных табличек
Внутри крепости располагалась резиденция правителя, состоящая из палат и колонного зала, небольшое хранилище клинописных табличек, а также большое количество хозяйственных помещений, в частности мастерские по изготовлению кунжутного масла, пивоварня, зернохранилища, кладовые для хранения мяса и молочных продуктов (главным образом сыра), кладовые для оружия, железных изделий, гончарных изделий и т. п. Большая площадь была выделена под кладовые для хранения вина. Всего в Тейшебаини находилось более 500 карасов ёмкостью от 250 до 1250 литров каждый. Виноделие было одной из главных отраслей хозяйства в Урарту, вокруг Тейшебаини росли виноградники, растущие здесь и поныне. Однако, на момент последнего штурма крепости почти все винные кладовые были пусты, что свидетельствует об упадке Тейшебаини.
|                                                                                                   |  |                                                 |  |  |
| Участок пола крепости, расчищенный при археологических раскопках                                  |  | Фрагмент крепостной стены (из 6 рядов кирпичей) |  |  |
| Реконструкция главных ворот крепости Тейшебаини, сделанная на основании археологических раскопок. |  |                                                 |  |  |

Все хозяйственные кладовые (около 120 помещений) опечатывались индивидуальной печатью: сквозь дверные ушки продевалась верёвка, концы которой вставлялись в комок мокрой глины, а затем по комку глины прокатывались цилиндрические печати ответственного лица. Для снабжения крепости водой из реки Раздан был проложен скрытый водовод, сделанный из круглых каменных труб, вставлявшихся друг в друга. Остатки скрытых водоводов Тейшебаини представлены в музее «Эребуни».
|  |  |  |

### Городские постройки
Археологические раскопки показали, что жители городских кварталов не имели собственного хозяйства и, вероятно, жили на государственном довольствии. Вероятно, это были семьи воинов урартской армии и ремесленников. Во время раскопок городских кварталов были обнаружены: гончарный круг, печь для выпечки хлеба, маслобойки, зернотёрки и другие хозяйственные предметы. В то же время в городских кварталах не было обнаружено мест для хранения зерна, вина или других продуктов.
Также оказалось, что строительная техника, использованная при сооружении поселения, отличалась от строительной техники, использованной при строительстве крепости. Если крепость Тейшебаини была выполнена из сырцового кирпича в стиле построек Месопотамии, то городские кварталы были выполнены из крупных блоков туфа — по технологии типичной для народов Закавказья. На основании этого археологи предположили, что городские кварталы были построены местным населением, завоёванным урартами.
После разрушения крепости жизнь в городских кварталах никогда больше не возобновлялась, что, вероятно, было связано с разрушением системы водоснабжения.

## Значение изучения Тейшебаини

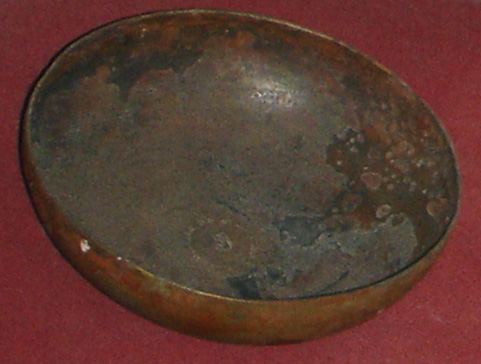
Одна из 97 бронзовых чаш из винной кладовой

Раскопки крепости Тейшебаини дали учёным уникальные материалы по последнему периоду Урарту. С одной стороны, в последние годы существования государства город Тейшебаини фактически являлся столицей Урарту. Клинописные документы последних урартских царей были обнаружены только в Тейшебаини и его окрестностях. С другой стороны, многие ценности были свезены в Тейшебаини из разных утерянных урартских городов, в особенности из близлежащего Эребуни. Большинство ценностей было вывезено или расхищено во время падения крепости, но археологам удалось сделать некоторые находки. Например, при раскопках Тейшебаини было обнаружено 97 однотипных бронзовых чаш, на которых были выгравированы имена многих урартских царей, спрятанных в одном из карасов винной кладовой. Различная клинописная стилистика свидетельствует о том, что чаши были изготовлены в разное время, при жизни соответствующих правителей. Во многих случаях кирпич стен, обвалившихся после пожара, надёжно укрыл археологические слои, обеспечив им хорошую сохранность. В Тейшебаини даже были найдены остатки одежды и несколько деревянных предметов, что нетипично для столь давних археологических объектов. Раскопки Тейшебаини на Кармир-Блуре дали учёным ценнейшие материалы, особенно о последнем столетии существования Урарту.
- Предметы, обнаруженные при раскопках Тейшебаини в 1939 — 1950 годах. . Музей «Эребуни», Ереван, Армения

Предметы, обнаруженные при раскопках Тейшебаини в 1939 — 1950 годах.. Музей «Эребуни», Ереван, Армения
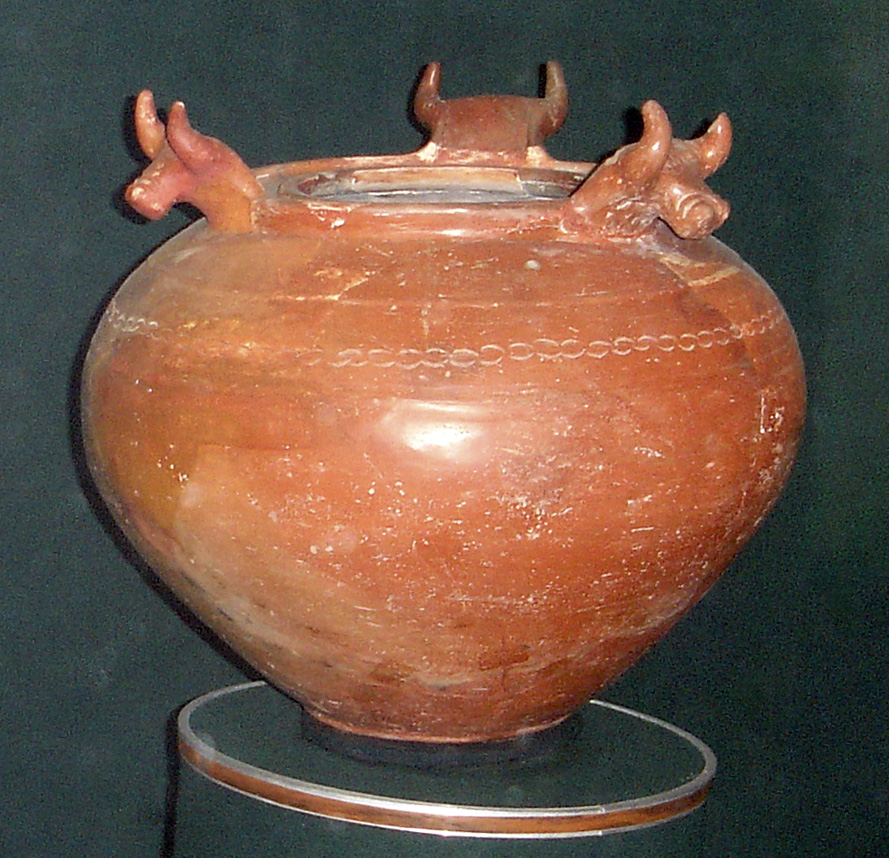
Глиняный горшок, украшенный головами быков
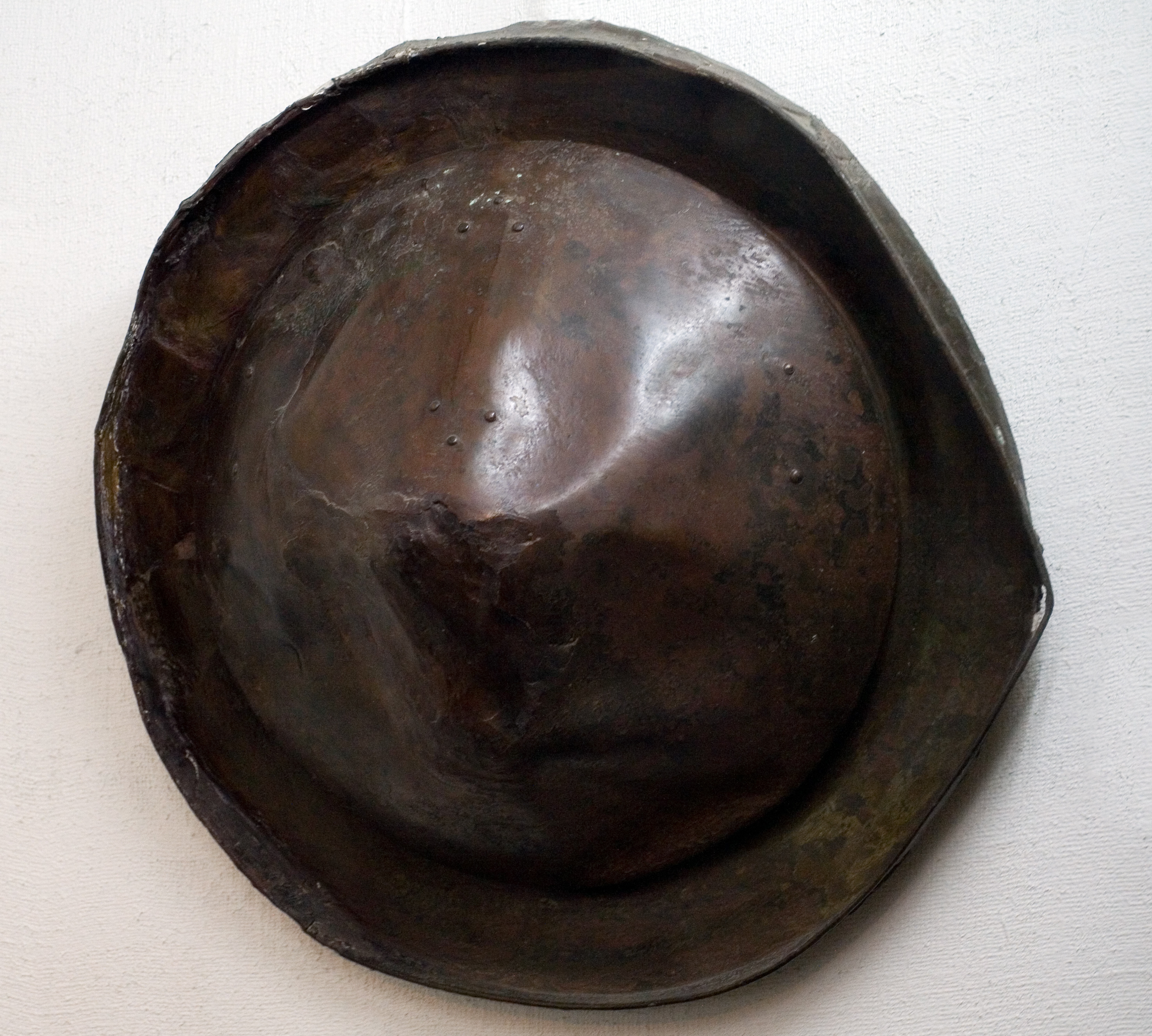
Бронзовый щит урартского воина
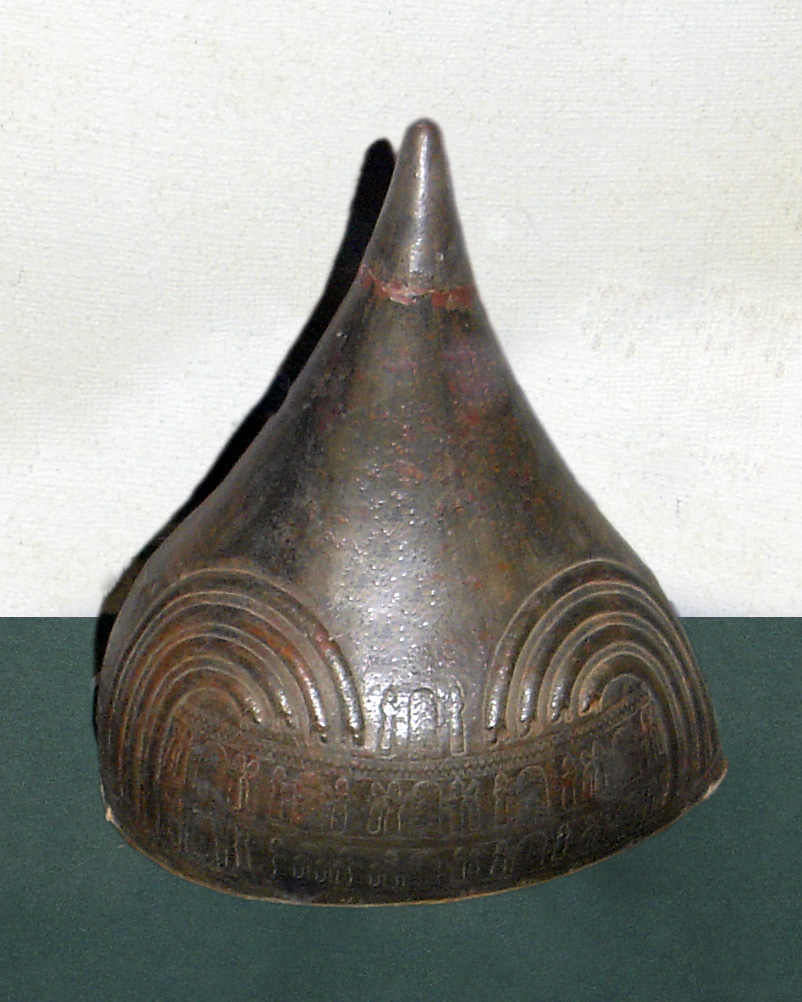
Бронзовый шлем с надписью Сардури II

При раскопках Тейшебаини были также обнаружены предметы из Ассирии (некоторые цилиндрические печати, бусы из сердолика и другие), из Малой Азии (сердоликовая печать, золотые серьги) и из Древнего Египта (амулеты, бусы), что свидетельствует о культурных и торговых связях Урарту.

## Современное состояние памятника
По окончании археологических работ не было произведено полной консервации места раскопок. В связи с этим верхние части крепостных стен, которые были выполнены из сырцевого кирпича, в настоящее время разрушаются под воздействием активной эрозии. За прошедшие тысячелетия кирпичные стены крепости превратились в уплотненную глиняную массу, которая быстро разрушается на открытом воздухе.
| |                                       |
| Общий вид незаконсервированного городища | Структура крепостной стены Тейшебаини |
| Крепостные стены города были построены из сырцевого кирпича поверх фундамента из базальтовых камней. За прошедшие тысячелетия сырцевой кирпич превратился в глиняную массу, где просматриваются линии кирпичной кладки. Под воздействием внешней среды в настоящее время стены крепости «оплывают» и разрушаются. |                                       |

|                                               |  |
| Холм Кармир-Блур, где располагался Тейшебаини |  |

У южного подножья холма Кармир-Блур на месте урартского виноградника было построено небольшое здание музея «Тейшебаини», который в настоящее время закрыт, и почти все его фонды переданы в музей «Эребуни» (за исключением крупных каменных фрагментов водоводов Тейшебаини).